# Toreja
Toreja (Torreya) je rod jehličnatých dřevin z čeledi tisovitých (Taxaceae). Dříve byl zařazován do nyní již zrušené čeledi hlavotisovitých, příp. i torejovitých. Zahrnuje šest druhů, čtyři z nich se vyskytují ve východní Asii a dva v Severní Americe. Pojmenován byl po americkém botanikovi Johnu Torreyovi.

## Popis
Toreje jsou menší až středně velké stálezelené stromy s rozbrázděným kmenem a přeslenitými větvemi, vysoké obvykle 5–20 metrů, zřídka až 25 metrů. Jehlicovité listy jsou uspořádány spirálovitě kolem větvičky, na bázi jsou zkroucené, takže se jeví jako dvouřadě uspořádané. Jsou přímé, 2–8 cm dlouhé a 3–4 mm široké, tuhé, s ostře pichlavou špičkou a na rubu se dvěma šedavými proužky průduchů.
Mohou být jednodomé nebo častěji dvoudomé; pokud jsou jednodomé, jsou samčí a samičí šišky často na jiných větvích. Samčí (pylové) šištice jsou 5–8 mm dlouhé, uspořádané v řadách na spodní straně letorostu. Samičí (semenné) šištice visí jednotlivě nebo ve skupinách po 2–8 na krátkých stopkách. Zprvu jsou velmi drobné, po 18 měsících dozrávají v útvar podobný peckovici, obsahující jedno 2–4 cm dlouhé semeno obalené dužnatým, jedovatým epimatiem. V době zralosti jsou zelené nebo fialové. Semeno je u některých druhů (toreja japonská) jedlé, v přírodě je často rozšřováno živočichy, kteří je vyhledávají ke konzumaci.

Chromozómové číslo je 2n = 22.

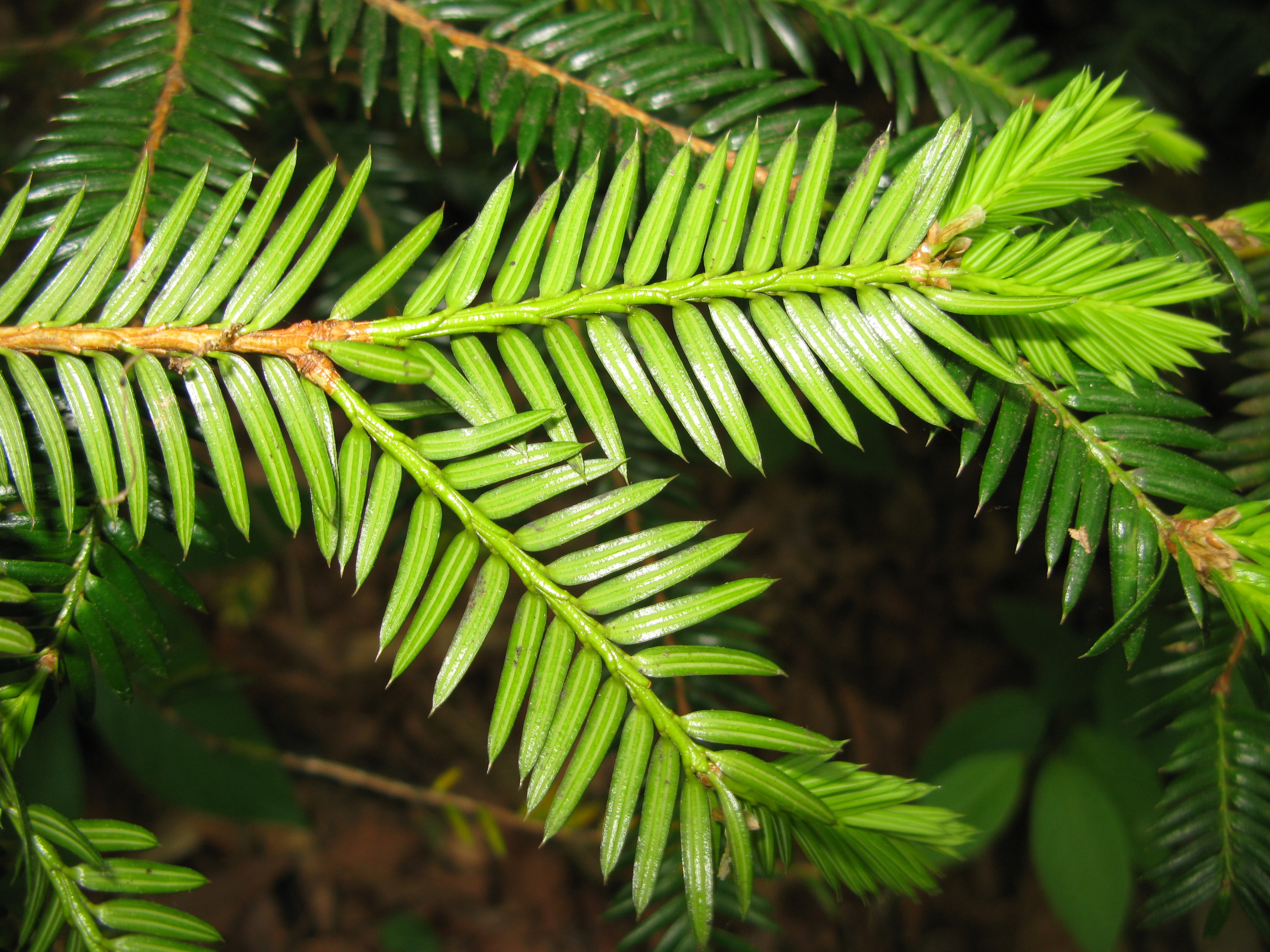
Toreja japonská – detail jehlic
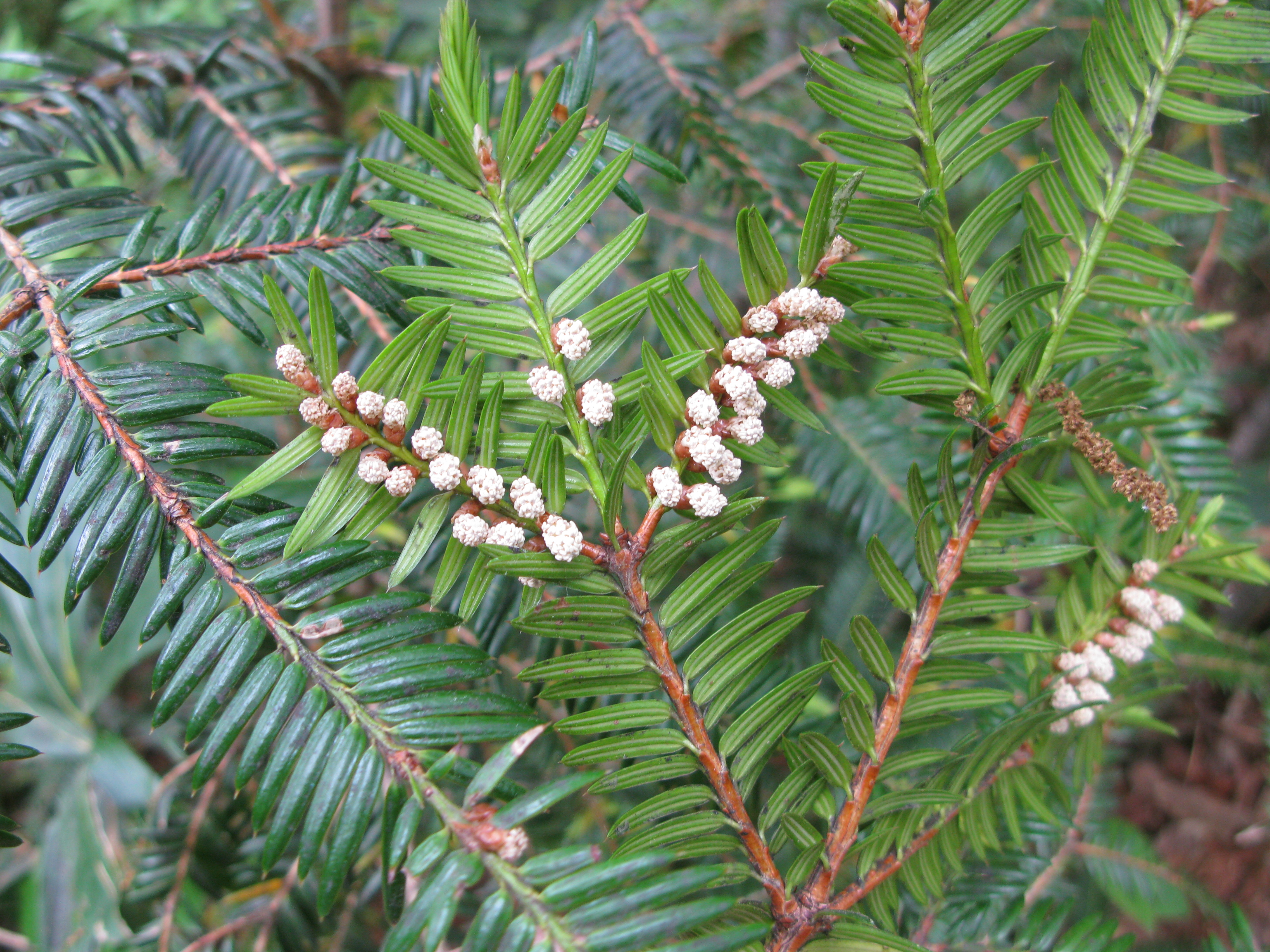
Samčí šištice
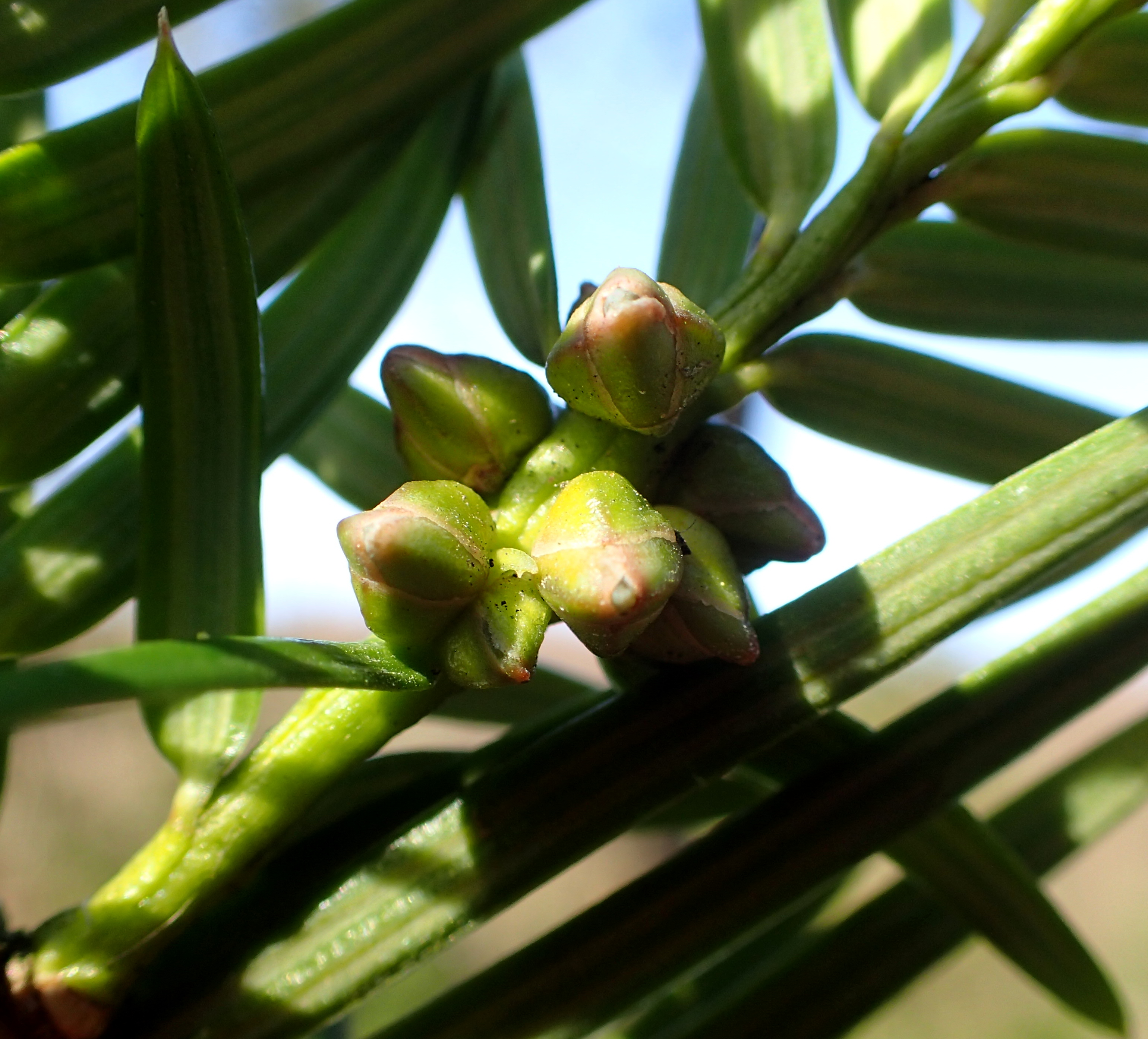
Toreja kalifornská – samičí šištice
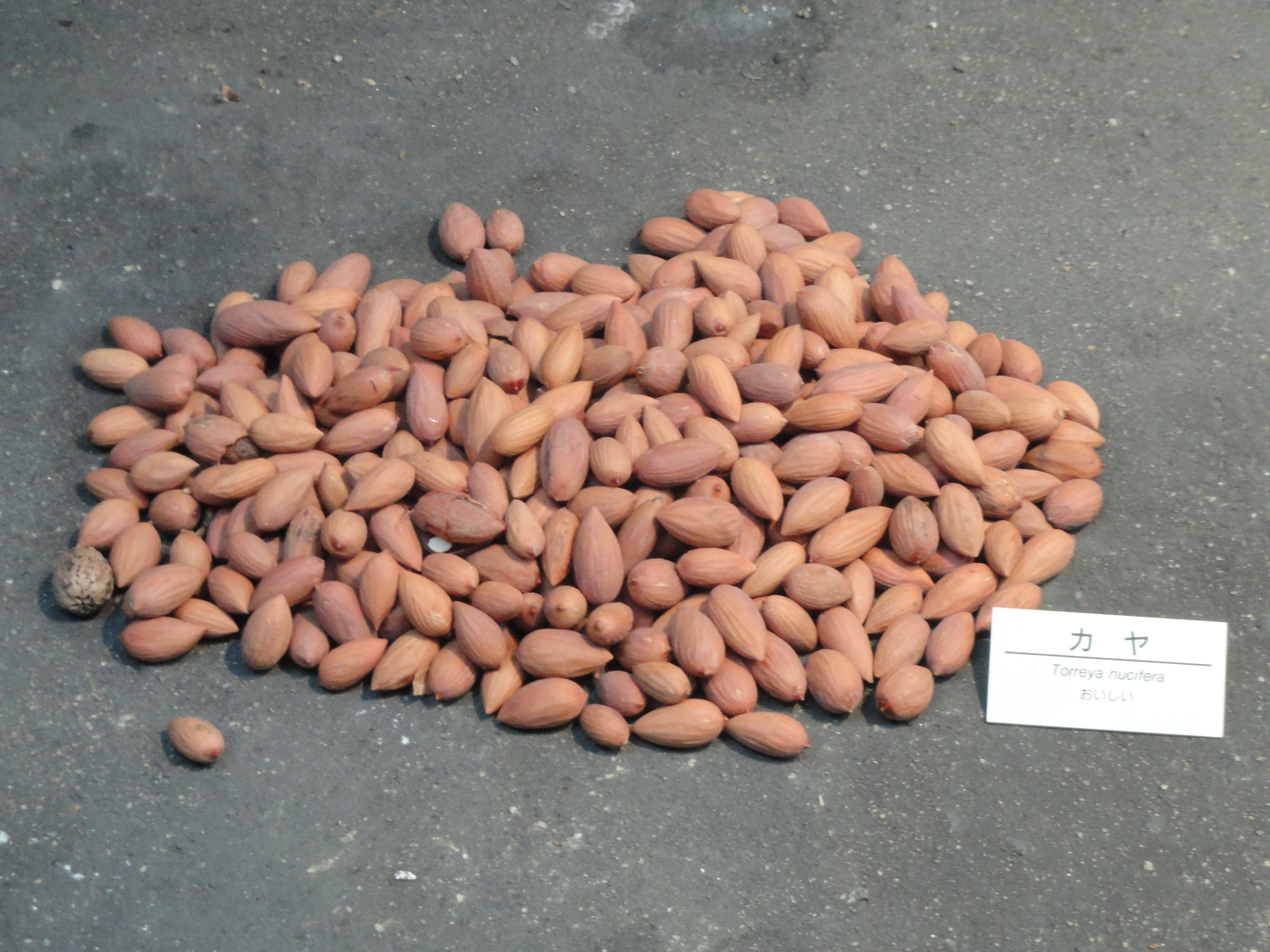
Toreja japonská – semena
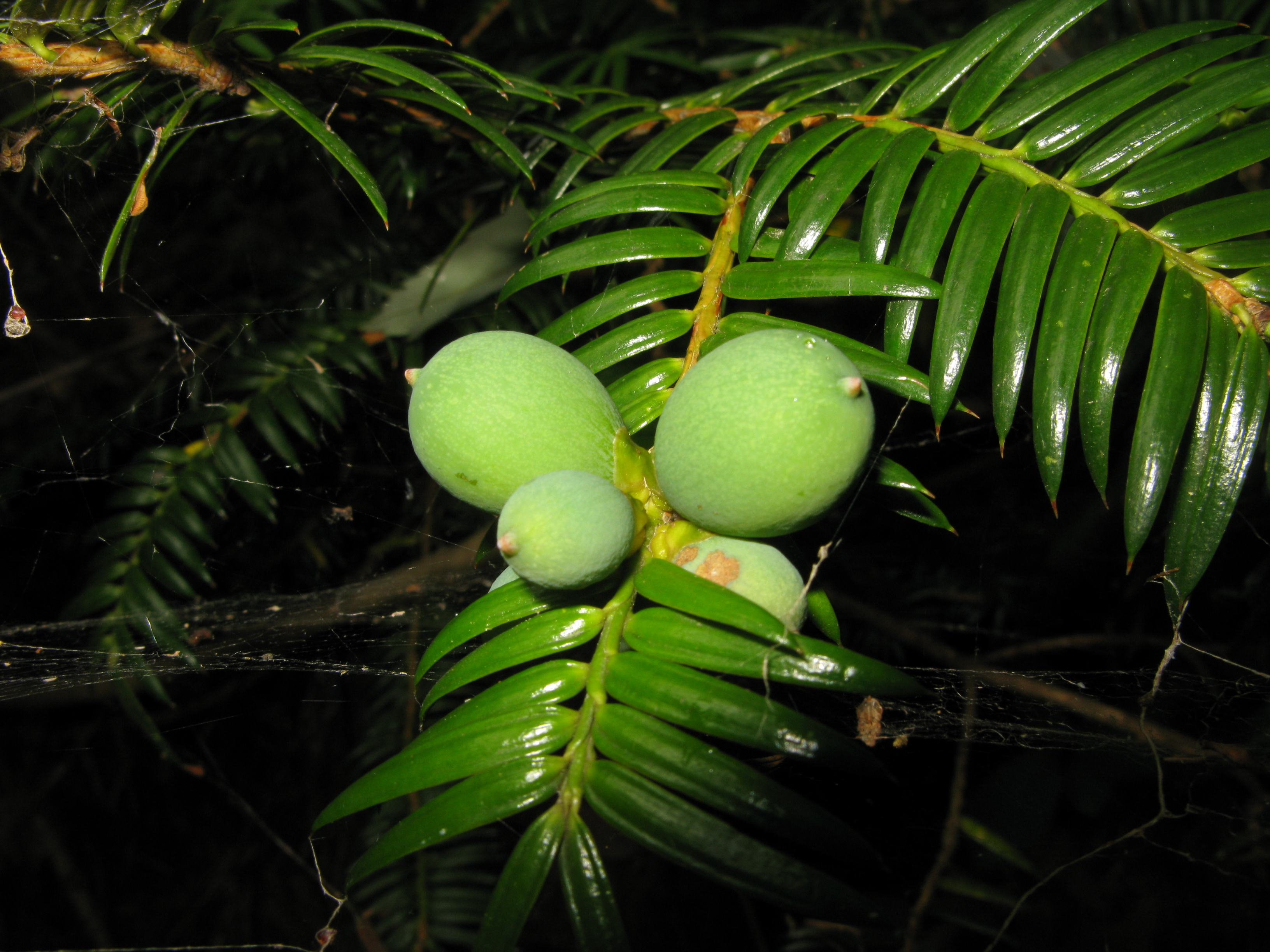
Toreja japonská – zralé plody

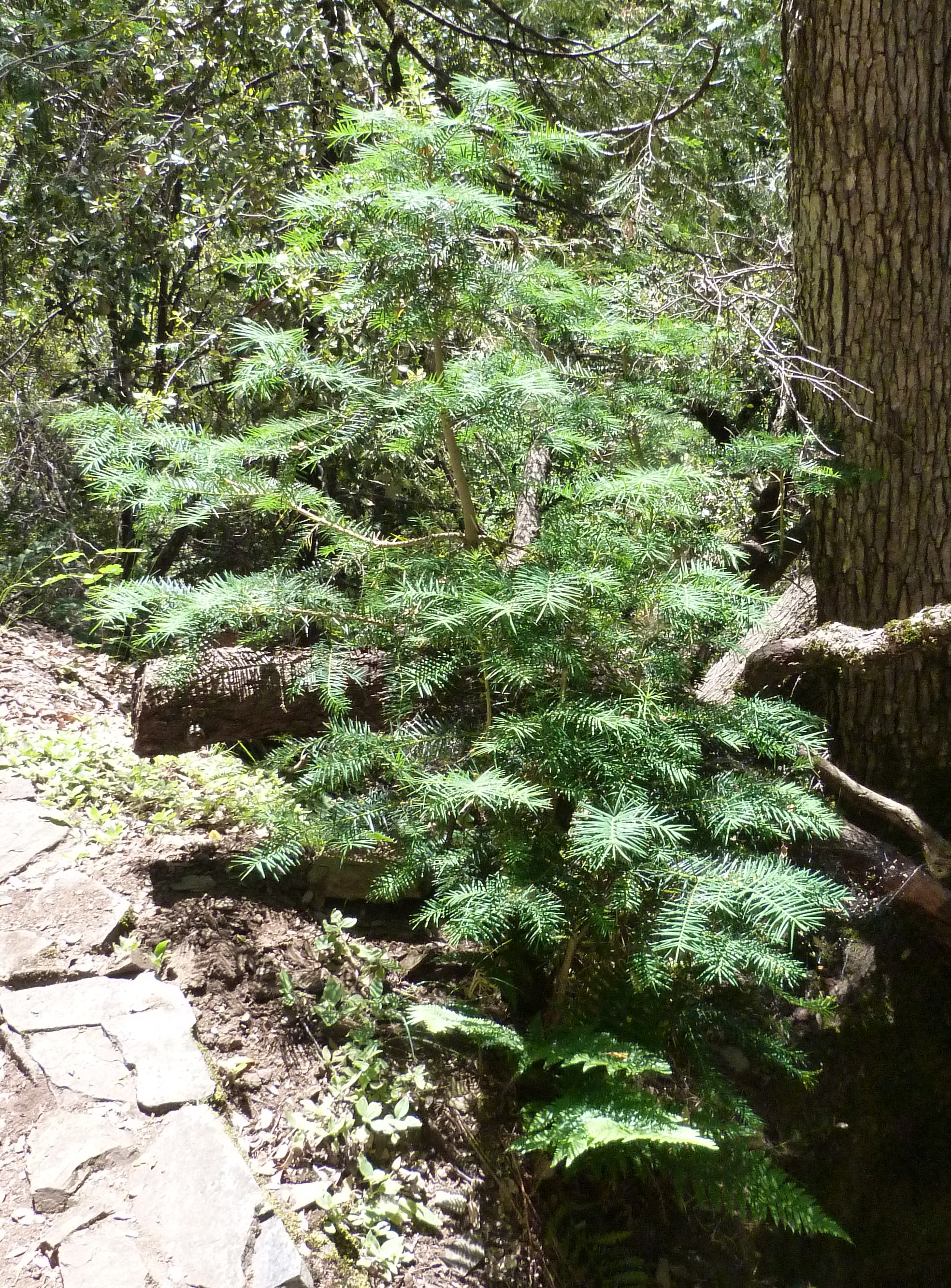
Mladá toreja kalifornská v Národním parku Sequoia, USA

## Evoluce a rozšíření
Molekulární výzkumy řadí rod do šíře pojaté čeledi tisovitých, přičemž sesterským rodem je východoasijský Amentotaxus.
Současní zástupci rodu toreja se vyskytují ve východní Asii a v jižních oblastech Severní Ameriky v disjunktním areálu, který v minulosti mohl být celistvý díky existenci Beringovy cesty. Fosilní pozůstatky vyhynulých druhů byly nalezeny též v Oregonu (†Torreya clarnensis, střední eocén), Turecku, Španělsku a dokonce České republice (†Torreya bilinica, oligocén). V Evropě se v období třetihor vyskytovala též toreja japonská.

## Recentní zástupci
- Torreya californica (toreja kalifornská) – endemit Kalifornie, USA
- Torreya fargesii – Čína
- Torreya grandis – Čína
- Torreya jackii – Čína
- Torreya nucifera (toreja japonská) – Japonsko, Jižní Korea
- Torreya taxifolia (toreja tisolistá) – reliktní arela na pomezí států Georgie a Florida, USA